# Соната для фортепіано № 8 (Бетховен)
Соната для фортепіано № 8, до мінор, op. 13 — соната Л. ван Бетховена, написана в 1798 році. Вперше опублікована в 1799 році під назвою «Велика патетична соната» (фр. Grande sonate pathetique) і також відома під назвою «Патетична». Назва «патетична» була прийнята композитором від видавця, якого вразила трагічність цього опусу. Присвячена князю Карлу Ліхновському.

## Структура
Складається з 3-х частин.
Перша частина, Grave — Allegro di molto e con brio, написана в сонатній формі.

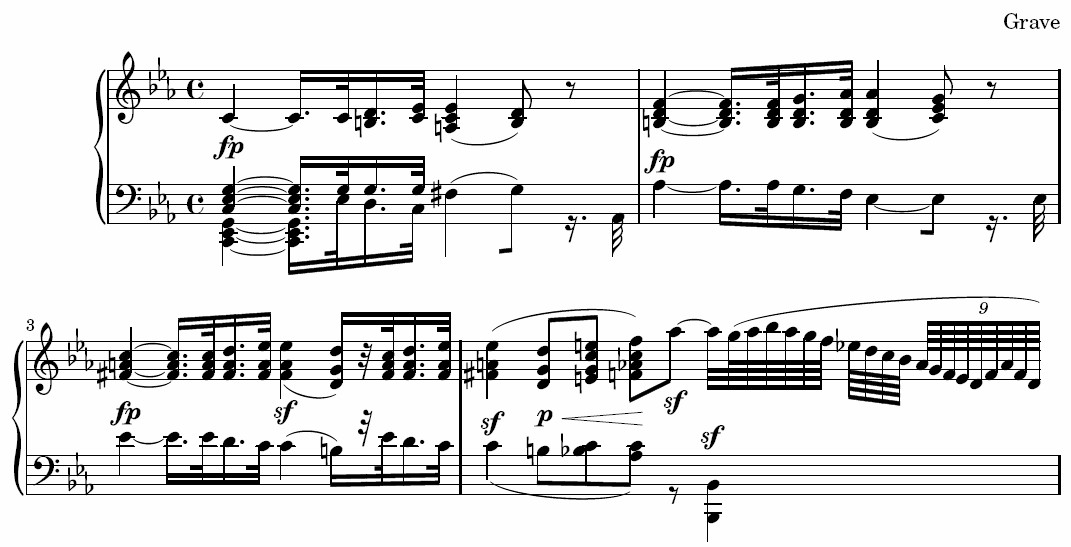
Перші такти «Патетичної» сонати

Друга частина, Adagio cantabile, написана в тональності ля-бемоль мажор.

Початок другої частини

Третя частина, Rondo. Allegro, до мінор.

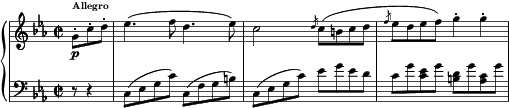
Початок третьої частини